# Водораздельненский сельсовет
Водоразде́льненский сельсове́т — упразднённое сельское поселение в Серышевском районе Амурской области.
Административный центр — село Водораздельное.

## История
24 января 2005 года в соответствии с Законом Амурской области № 425-ОЗ муниципальное образование наделено статусом сельского поселения.
Законом Амурской области от 24.12.2020 № 668-ОЗ в январе 2021 года упразднено, населённые пункты переданы в Сосновский сельсовет.

## Население
| 2002 | 2010 | 2011 | 2012 | 2013 | 2014 | 2015 |
| ---- | ---- | ---- | ---- | ---- | ---- | ---- |
| 336  | ↘314 | →314 | ↘308 | ↘307 | ↘301 | ↘295 |
| 2016 | 2017 | 2018 |      |      |      |      |
| ↗296 | ↘295 | ↘285 |      |      |      |      |

## Состав сельского поселения
| № | Населённый пункт | Тип населённого пункта       | Население |
| - | ---------------- | ---------------------------- | --------- |
| 1 | Водораздельное   | село, административный центр | ↘230      |
| 2 | Милехино         | село                         | ↘55       |